# Riccardo Barthélémy
Riccardo Barthélémy (ur. 2 listopada 1869 w Izmirze, zm. 23 stycznia 1955 w Monte Carlo) – włoski kompozytor i pianista, medalista Olimpijskiego Konkursu Sztuki i Literatury.
Barthélémy studiował w konserwatorium San Pietro a Majella w Neapolu. Jego kompozycje obejmowały muzykę do piosenek i występów scenicznych. Pracował jako akompaniator dla sławnego śpiewaka operowego Enrico Caruso. W 1925 został pianistą Ludwika II księcia Monako i nauczycielem muzyki jego dzieci. W 1938 przeniósł się na stałe do Monte Carlo. 
W 1912 roku zdobył złoty medal na I Olimpijskim Konkursie Sztuki i Literatury podczas igrzysk w Sztokholmie w kategorii muzyka kompozycją Olimpijski Masz Tryumfalny.